# Conognatha callioma
Conognatha callioma es una especie de escarabajo del género Conognatha, familia Buprestidae. Fue descrita científicamente por Théry en 1932.